# Lektúra
Lektúra világirodalmi könyvsorozat, a Kriterion Könyvkiadó indította 1974-ben, az 1990-es években szűnt meg.

## Tartalma
A Horizont-sorozathoz képest inkább a könnyedebb, lektűr-jellegű és többnyire XIX-XX. századi prózát ölelte fel, (regényeket, elbeszélés- és novellásköteteket). A magyar irodalomból Babits Mihály, Galgóczi Erzsébet, Karinthy Ferenc, Karinthy Frigyes, Mészöly Miklós, Móricz Zsigmond, Örkény István, Rejtő Jenő (P. Howard), Szerb Antal regényei, novelláskötetei mellett az angol nyelvű irodalmakat 23, az orosz és szovjet irodalmat 12, a francia irodalmat 10, a német irodalmat 9, az olasz, valamint a cseh és szlovák irodalmat 5-5, a bolgár irodalmat 3, a görögöt 3, az afrikai irodalmakat és a finn irodalmat 2-2, a latin-amerikai, a török, a távol-keleti irodalmakat és a lengyel irodalmat 1-1 mű képviselte.
A Lektúra sorozatban megjelent művek legnagyobb része magyarországi fordítók munkáinak átvétele, hazai fordítók mozgósítására a sorozat kevéssé törekedett. Tizenöt év alatt összesen két esetben: Verne egy eddig magyarul meg nem szólaltatott regényét, A Barsac-expedíciót Dáné Tibor, ill. Promet Primavera c. regényét Domokos Éva fordította. 1990-ben Babits Mihálytól A gólyakalifa, Dumas-tól A kaméliás hölgy és Vaszil Zemljaktól a Hattyúcsapat; 1991-ben Conan Doyle-től A sátán kutyája és Bierce Ambrose tollából a Legkedvesebb gyilkosságom; 1992-ben P. Howard (Rejtő Jenő) munkája, A fehér folt hagyta el a nyomdát korábban készült fordítások újrakiadásával.